# Trichoura krugeri
Trichoura krugeri är en tvåvingeart som beskrevs av Jason Gilbert Hayden Londt 1994. Trichoura krugeri ingår i släktet Trichoura och familjen rovflugor. Inga underarter finns listade i Catalogue of Life.